# Шёнау-им-Мюлькрайс
Шёнау-им-Мюлькрайс (нем. Schönau im Mühlkreis) — коммуна (нем. Gemeinde) в Австрии, в федеральной земле Верхняя Австрия. 
Входит в состав округа Фрайштадт.  Население составляет 1872 человека (на 31 декабря 2005 года). Занимает площадь 39 км². Официальный код  —  40 619.

## Политическая ситуация
Бургомистр коммуны — Эфрем Крихбаумер (АНП) по результатам выборов 2003 года.
Совет представителей коммуны (нем. Gemeinderat) состоит из 19 мест.
- АНП занимает 12 мест.
- СДПА занимает 7 мест.